# Jotnar (banda)
Jotnar es un grupo musical español de death metal melódico procedente de la isla de Gran Canaria (Islas Canarias) y surgida en 2008. Su primera formación reconocida estaba formada por Misael Montesdeoca a la voz, Ben Melero y Elhadji N'Diaye a las guitarras, Octavio Santana al bajo y José "Xurro" Rodríguez. Con esa formación y mediante el sello "Coroner Records/Murdered Music" publicarían en 2012 un EP de 5 pistas denominado "Giant", con el que se dieron a conocer a nivel internacional. Es más, ese mismo año saldrían incluso a tocar en festivales internacionales como el "MetalCamp 2012" (Eslovenia) y el "RockBitch Boat 2012" (Suecia).
Tras algunos años de silencio anuncian en 2015 que el vocalista Misael Montesdeoca ya no forma parte de la banda y más adelante se anuncia que su lugar será ocupado por Mario Infantes (Denia, ex-Xkrude). A mediados del año 2016 develan detalles de su primer disco titulado "Connected/Condemned" y posteriormente se publica un videoclip oficial del tema que le da nombre al disco. Tras un acuerdo con el sello discográfico Massacre Records anuncian que "Connected/Condemned" saldrá a la venta el 21 de abril de 2017.

## Miembros

### Actuales
- Mario Infantes - voz principal
- Ben Melero - guitarras
- Elhadji N'Diaye - guitarras y voz secundaria
- Octavio Santana - bajo
- José Rodríguez - batería

### Exmiembros
- Misael Montesdeoca - voz principal
- Eduardo Rodríguez - voz

## Discografía

### EP
- Giant (Coroner Records/Murdered Music) - 2012

### Álbum
- Connected/Condemned (Massacre Records) - 2017